# Triple saut aux championnats d'Europe d'athlétisme
Pour un article plus général, voir Championnats d'Europe d'athlétisme.
Le triple saut masculin fait partie des épreuves inscrites au programme des premiers championnats d'Europe d'athlétisme, en 1934, à Turin. L'épreuve féminine ne fait son apparition que lors de l'édition 1994, à Helsinki.
Avec trois titres remportés consécutivement de 2010 à 2014, l'Ukrainienne Olha Saladukha est l'athlète la plus titrée dans cette épreuve. Les ex-Soviétiques Leonid Shcherbakov et Viktor Saneïev, le Polonais Józef Szmidt et le Suédois Christian Olsson détiennent quant à eux le record de victoires masculines avec deux titres.
Les records des championnats d'Europe appartiennent chez les hommes à l'Espagnol Jordan Díaz (18,18 m en 2024) et chez les femmes à la Russe Tatyana Lebedeva (15,15 m en 2006).

## Palmarès

### Hommes
| Édition | Or                              | Argent                       | Bronze                       |
| ------- | ------------------------------- | ---------------------------- | ---------------------------- |
| 1934    | Willem Peters 14,89 m           | Erik Svensson 14,83 m        | Onni Rajasaari 14,74 m       |
| 1938    | Onni Rajasaari 15,32 m (CR)     | Jouko Norén 14,95 m          | Karl Kotratschek 14,73 m     |
| 1946    | Valdemar Rautio 15,17 m         | Bertil Johnsson 15,15 m      | Arne Åhman 14,96 m           |
| 1950    | Leonid Shcherbakov 15,39 m      | Valdemar Rautio 14,96 m      | Ruhi Sarialp 14,53 m         |
| 1954    | Leonid Shcherbakov 15,90 m (CR) | Roger Norman 15,17 m         | Martin Řehák 15,10 m         |
| 1958    | Józef Szmidt 16,43 m (CR)       | Olyeg Ryakhovskiy 16,02 m    | Vilhjálmur Einarsson 16,00 m |
| 1962    | Józef Szmidt 16,55 m (CR)       | Vladimir Goryayev 16,39 m    | Oleg Fedoseyev 16,24 m       |
| 1966    | Georgi Stoikovski 16,67 m (CR)  | Hans-Jürgen Rückborn 16,66 m | Henrik Kalocsai 16,59 m      |
| 1969    | Viktor Saneïev 17,34 m          | Zoltán Cziffra 16,85 m       | Klaus Neumann 16,68 m        |
| 1971    | Jörg Drehmel 17,16 m            | Viktor Saneïev 17,10 m       | Carol Corbu 16,87 m          |
| 1974    | Viktor Saneïev 17,23 m (CR)     | Carol Corbu 16,68 m          | Andrzej Sontag 16,61 m       |
| 1978    | Miloš Srejović 16,94 m          | Viktor Saneïev 16,93 m       | Anatoli Piskouline 16,87 m   |
| 1982    | Keith Connor 17,29 m (CR)       | Vasiliy Grishchenkov 17,15 m | Béla Bakosi 17,04 m          |
| 1986    | Khristo Markov 17,66 m (CR)     | Māris Bružiks 17,33 m        | Oleg Protsenko 17,28 m       |
| 1990    | Leonid Voloshin 17,74 m         | Khristo Markov 17,43 m       | Ihar Lapchyne 17,34 m        |
| 1994    | Denis Kapustin 17,62 m          | Serge Hélan 17,55 m          | Māris Bružiks 17,20 m        |
| 1998    | Jonathan Edwards 17,99 m (CR)   | Denis Kapustin 17,45 m       | Rostislav Dimitrov 17,26 m   |
| 2002    | Christian Olsson 17,53 m        | Charles Friedek 17,33 m      | Jonathan Edwards 17,32 m     |
| 2006    | Christian Olsson 17,67 m        | Nathan Douglas 17,21 m       | Marian Oprea 17,18 m         |
| 2010    | Phillips Idowu 17,81 m          | Marian Oprea 17,51 m         | Teddy Tamgho 17,45 m         |
| 2012    | Fabrizio Donato 17,63 m         | Sheryf El-Sheryf 17,28 m     | Aliaksei Tsapik 16,97 m      |
| 2014    | Benjamin Compaoré 17,46 m       | Aleksey Fyodorov 17,04 m     | Yoann Rapinier 17,01 m       |
| 2016    | Max Heß 17,20 m                 | Karol Hoffmann 17,16 m       | Julian Reid 16,76 m          |
| 2018    | Nelson Évora 17,10 m            | Alexis Copello 16,93 m       | Dimítrios Tsiámis 16,78 m    |
| 2022    | Pedro Pichardo 17,50 m          | Andrea Dallavalle 17,04 m    | Jean-Marc Pontvianne 16,94 m |
| 2024    | Jordan Díaz 18,18 m (CR)        | Pedro Pichardo 18,04 m       | Thomas Gogois 17,38 m        |

### Femmes
| Édition | Or                             | Argent                          | Bronze                          |
| ------- | ------------------------------ | ------------------------------- | ------------------------------- |
| 1994    | Anna Biryukova 14,89 m (CR)    | Inna Lasovskaya 14,85 m         | Inessa Kravets 14,67 m          |
| 1998    | Ólga Vasdéki 14,55 m           | Šárka Kašpárková 14,53 m        | Tereza Marinova 14,50 m         |
| 2002    | Ashia Hansen 15,00 m           | Heli Koivula 14,83 m            | Yelena Oleynikova 14,54 m       |
| 2006    | Tatyana Lebedeva 15,15 m (CR)  | Hrysopiyí Devetzí 15,05 m       | Anna Pyatykh 15,02 m            |
| 2010    | Olha Saladukha 14,81 m         | Simona La Mantia 14,56 m        | Svetlana Bolshakova 14,55 m     |
| 2012    | Olha Saladukha 14,99 m         | Patricia Mamona 14,52 m         | Yana Borodina 14,36 m           |
| 2014    | Olha Saladukha 14,73 m         | Ekaterina Koneva 14,69 m        | Irina Gumenyuk 14,46 m          |
| 2016    | Patrícia Mamona 14,58 m        | Hanna Knyazyeva-Minenko 14,51 m | Paraskeví Papahrístou 14,47 m   |
| 2018    | Paraskeví Papahrístou 14,60 m  | Kristin Gierisch 14,45 m        | Ana Peleteiro 14,44 m           |
| 2022    | Maryna Bekh-Romanchuk 15,02 m  | Kristiina Mäkelä 14,64 m        | Hanna Knyazyeva-Minenko 14,45 m |
| 2024    | Ana Peleteiro-Compaoré 14,85 m | Tuğba Danışmaz 14,57 m          | Ilionis Guillaume 14,43 m       |

## Records des championnats

### Hommes
| Performance | Athlète            | Lieu      | Date              | Record |
| ----------- | ------------------ | --------- | ----------------- | ------ |
| 14,89 m     | Willem Peters      | Turin     | 9 septembre 1934  |        |
| 15,28 m     | Onni Rajasaari     | Paris     | 4 septembre 1938  |        |
| 15,32 m     | Onni Rajasaari     | Paris     | 4 septembre 1938  |        |
| 15,39 m     | Leonid Shcherbakov | Bruxelles | 23 août 1950      |        |
| 15,47 m     | Leonid Shcherbakov | Berne     | 26 août 1954      |        |
| 15,90 m     | Leonid Shcherbakov | Berne     | 26 août 1954      |        |
| 15,94 m     | Józef Szmidt       | Stockholm | 23 août 1958      |        |
| 15,98 m     | Józef Szmidt       | Stockholm | 23 août 1958      |        |
| 16,02 m     | Oleg Ryakhovskiy   | Stockholm | 23 août 1958      |        |
| 16,43 m     | Józef Szmidt       | Stockholm | 23 août 1958      |        |
| 16,55 m     | Józef Szmidt       | Belgrade  | 13 septembre 1962 |        |
| 16,57 m     | Jan Jaskolski      | Budapest  | 4 septembre 1966  |        |
| 16,67 m     | Georgi Stoikovski  | Budapest  | 4 septembre 1966  |        |
| 16,76 m     | Carol Corbu        | Athènes   | 16 septembre 1969 |        |
| 16,78 m     | Klaus Neumann      | Athènes   | 16 septembre 1969 |        |
| 16,86 m     | Viktor Saneïev     | Athènes   | 17 septembre 1969 |        |
| 16,94 m     | Viktor Saneïev     | Athènes   | 17 septembre 1969 |        |
| 17,23 m     | Viktor Saneïev     | Rome      | 8 septembre 1974  |        |
| 17,26 m     | Keith Connor       | Athènes   | 10 septembre 1982 |        |
| 17,29 m     | Keith Connor       | Athènes   | 10 septembre 1982 |        |
| 17,33 m     | Maris Bruziks      | Stuttgart | 30 août 1986      |        |
| 17,66 m     | Khristo Markov     | Stuttgart | 30 août 1986      |        |
| 17,74 m     | Leonid Voloshin    | Split     | 31 août 1990      |        |
| 17,99 m     | Jonathan Edwards   | Budapest  | 23 août 1998      |        |

### Femmes
| Performance | Athlète           | Lieu     | Date        | Record |
| ----------- | ----------------- | -------- | ----------- | ------ |
| 14,89 m     | Anna Biryukova    | Helsinki | 8 août 1994 |        |
| 15,05 m     | Hrysopiyí Devetzí | Göteborg | 9 août 2006 |        |
| 15,15 m     | Tatyana Lebedeva  | Göteborg | 9 août 2006 |        |